# Königsmarcksches Palais

Mauerstraße 36 im Zustand von 1912

Das Königsmarcksche Palais war ein Bauwerk in der Mauerstraße 36 im Berliner Ortsteil Mitte, das später durch einen Verwaltungsbau der Deutschen Bank ersetzt wurde. Benannt ist es nach seinem zeitweiligen Besitzer Adolf von Königsmarck.
Das Königsmarcksche Palais wurde in den Jahren 1792 bis 1794 als Immediatbau des Königs Friedrich Wilhelm II. gebaut. Es stach von den benachbarten Häusern, die dem „bürgerlich bescheidenen Charakter“ der Straße eher entsprachen, deutlich ab.
Walther Kiaulehn schrieb in seinem Buch Berlin. Schicksal einer Weltstadt: „Das Berliner Wohnhaus wurde unter Friedrich Wilhelm II. zur klassischen Vollendung erhoben. Rahel Varnhagens Wohnhaus […] war das typische Beispiel seiner Schönheit.“ Häuser dieses Typs, so Kiaulehn, hätten „wie Aristokraten inmitten der Geschmacksverwilderung“ gestanden und hätten „heiter und geistvoll“ gewirkt. Hans Mackowsky brachte dem Häusertypus, dem das Palais angehörte, ähnlich positive Gefühle entgegen, hielt aber das Gebäude in der Mauerstraße 36 nicht für den gelungensten Vertreter seiner Art.

Annonce des Eigentümers Nikolaus Heinrich Liman, 1810

## Geschichte
Der König rief für seine Bautätigkeit eigens das Königliche Oberhofbauamt ins Leben, das zwar unter dem Vorsitz des Ministers Johann Christoph von Woellner stand, aber künstlerisch von Carl Gotthard Langhans geleitet wurde, der über einen Stab bewährter Architekten und Baumeister verfügte. Für den Bauschmuck war der Hofbildhauer zuständig, was in der Praxis bedeutete, dass Gottfried Schadow bzw. dessen Schüler die Ausarbeitung übernahmen. Wöllner hatte 1788 die Vorschrift erwirkt, dass ohne spezielle Ordre kein Haus in Berlin errichtet werden durfte, das mehr als zwei Stockwerke besaß oder mit Seitenflügeln oder Hintergebäuden ausgestattet war. 1792 wurden vier derartige Anträge bewilligt, darunter der der Generalswitwe von Rosières, geb. von Schlieben. Diese hatte bald nach dem Tod ihres Mannes Louis de Rosières im Jahr 1778 feststellen müssen, dass ihre Lebenshaltungskosten in Berlin in einem Widerspruch zu ihren Einkünften standen, und daraufhin den Entschluss gefasst, um die Bewilligung zur Errichtung eines Mietshauses einzukommen. Diese erhielt sie im Jahr 1789, woraufhin sie mehrere alte Gebäude in der Mauerstraße aufkaufte, um sie durch einen Neubau zu ersetzen. Die Frontlänge betrug insgesamt rund 37 Meter. Zunächst sollte Kondukteur Gentz sich mit dem Bau befassen; da die politische Lage jedoch zu angespannt war, kam es erst 1792 zur Wiederaufnahme der Arbeiten, jetzt offenbar unter Georg Christian Unger. Am 8. Juli 1794 konnte Frau von Rosières bestätigen, dass sie mit dem vollendeten Bau zufrieden war.
Das Haus wies die für Unger typischen Merkmale auf: Seine Putzfläche war durch Quaderung belebt, die im Erdgeschoss kräftig ausgearbeitet war, in den Obergeschossen aber recht dezent gehalten wurde. Unter den Verdachungen der Fenster des ersten Stockes waren Laubgewinde als Fassadenschmuck angebracht, über denen des zweiten Stockes waren ausgespannte Löwenfelle zu sehen. Die Attika war sehr einfach gehalten. Die beiden Eckrisalite waren mit ionischen Säulen geschmückt und mit Liegefiguren bekrönt.
Die Gestaltung des Bauwerks folgte damit einem Programm, das schon an dem Haus Neue Schönhauser Straße 5 zu erkennen gewesen war, dort aber, so Mackowsky, erfolgreicher angewandt worden war: „Im Gesamteindruck wie in der Sorgfalt der Details“ sei „das kleinere Gebäude dem größeren überlegen“ gewesen. Wohin man blicke, treffe man bei diesem Haus „auf Leben, Frische und Regsamkeit der Phantasie, während die Mauerstraßenfront mit ihrer aristokratischen Ruhe auch das Temperamentlose, das so leicht der Vornehmheit eigen sein“ könne, vereine.

Von Karl August Varnhagen kommentierte Ansicht der Mauerstr. 36 (Briefkopf, 1840), Tagesblätter, Jagiellonische Bibliothek, Krakau

Um 1840 wurde Briefpapier mit der Ansicht der Fassade bedruckt, in die Karl August Varnhagen von Ense, der ab 1827 mit seiner Frau die linke Hälfte des ersten Obergeschosses bewohnte, die Belegung der Zimmer einzeichnete. Ein Scherenschnitt von seiner Hand, der sich in der Berliner Staatsbibliothek befindet, gibt Auskunft über den Grundriss der Wohnung. Das Schlaf- und Arbeitszimmer Rahel Varnhagens befand sich äußerst links und hatte sein Fenster zwischen den beiden Säulen, mit denen der Eckrisalit geschmückt war. Dahinter führte ein Durchgang zum Hofzimmer ihrer Bediensteten Dore. Neben dem Schlafzimmer Rahel Varnhagens lag ein zweifenstriges Besuchszimmer an der Front des Hauses, ein weiterer zweifenstriger Raum war das Wohn- und Schlafzimmer ihres Mannes. Die Bibliothek lag auf der Garten- und Hofseite. Neben diesen Räumlichkeiten verfügte das Ehepaar noch über das sogenannte Blaue Zimmer. Nach Rahel Varnhagens Tod zog Ludmilla Assing in das Eckzimmer ein.
Im August 1848 wurde das Haus an den Tapezierer Friedrich Abraham Kuntz verkauft, vermutlich war es ein Scheingeschäft, weil Königsmarck im weiteren Verlauf der Revolution fürchtete, enteignet zu werden. 1855 wird Königsmarck im Berliner Adressbuch wieder als Eigentümer genannt, wohnte aber seit September nicht mehr dort und überließ die Hausverwaltung dem Königlichen Häuser-Administrator Friedrich Lüssow (um 1803–1875).
Die ursprüngliche Treppe des Hauses wurde später durch eine neue, die in den Formen der deutschen Renaissance gehalten war, ersetzt. Weitere Umgestaltungen des Inneren fanden während der Gründerzeit statt. Zwischen Hof und Garten wurde außerdem ein Stallgebäude gesetzt. Das erste Obergeschoss wurde nun von Kommandierenden des III. Armeekorps bewohnt. In den 1880er Jahren wurde das Nebenhaus mit der Nummer 35 dem Hauptbau angegliedert und erhielt eine diesem angeglichene, aber modernere Straßenfassade.
Später wurde erwogen, die Französische Straße über die Grundstücke Mauerstraße 35–37 weg bis zum Tiergarten zu verlängern. Stattdessen wurde das Palais durch ein Verwaltungsgebäude der Deutschen Bank ersetzt, das durch einen Brückenbogen mit dem gegenüberliegenden Stammhaus verbunden wurde.

## Bekannte Bewohner

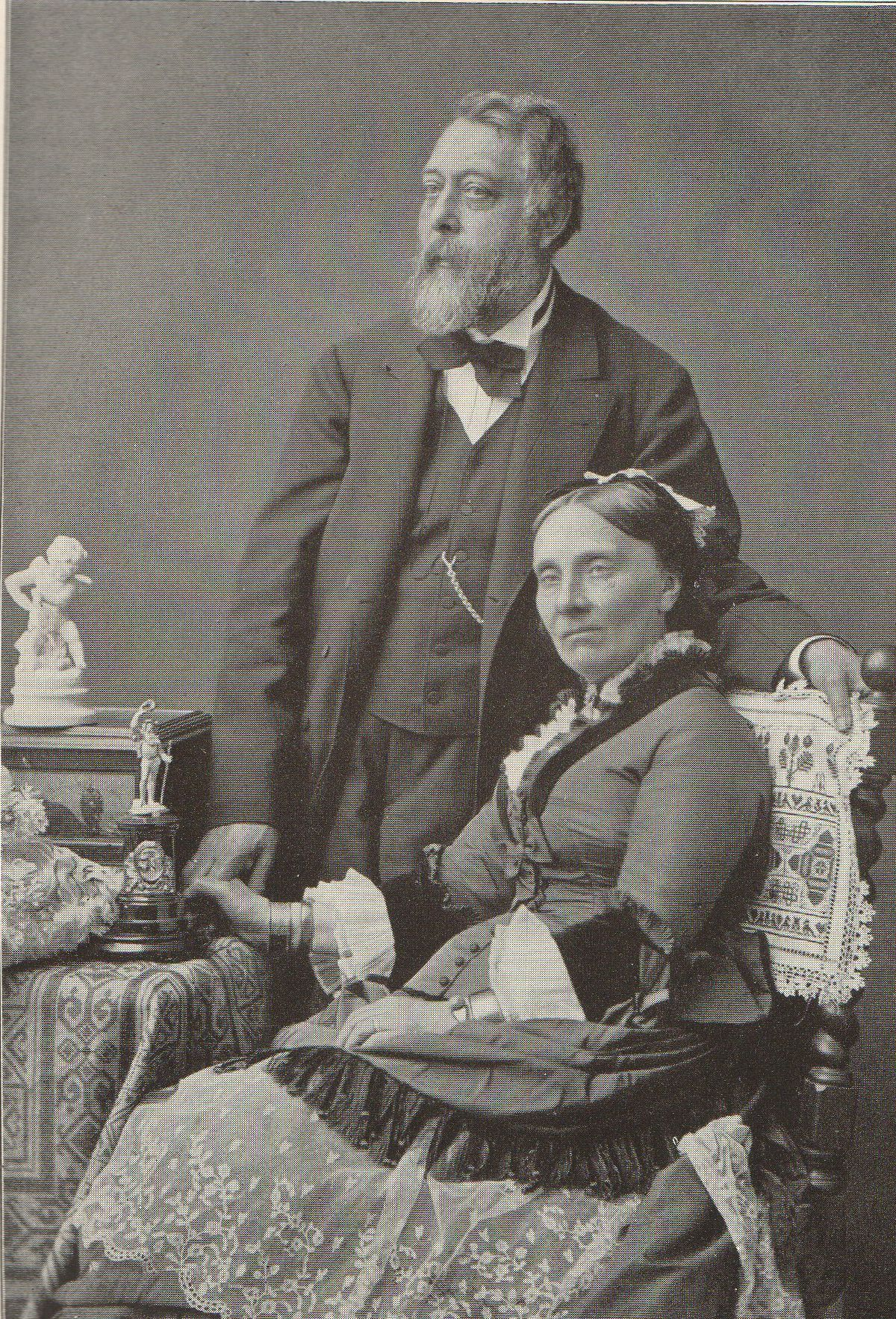
Elisabeth und Gustav Gans zu Putlitz

Rahel Varnhagen von Ense lebte von 1827 bis zu ihrem Tod 1833 mit ihrem Ehemann Karl August Varnhagen von Ense im Palais und hatte dort ihren literarischen Salon. Zum Zeitpunkt ihres Einzugs gehörte das Haus dem Kaufmann Heinrich Nikolaus Liman (1772–1839), vormals Hirsch Nathan Liepmann, einem Schwager der Varnhagens (Bruder von Henriette Sophie, vormals Hendel, Robert-Tornow, und von Vögelchen Salman-Solmar, der Mutter von Henriette Solmar). Die einstigen Teilnehmer des Salons wurden, ebenso wie Karl August Varnhagens Besucher in späteren Jahren, von dessen Nichte Ludmilla Assing porträtiert.
Zu Theodor Fontanes Zeiten lebte Gustav Heinrich Gans Edler zu Putlitz in dem Haus, das inzwischen seinem Schwiegervater gehörte, dem Grafen Adolf von Königsmarck (1802–1875). Einer seiner Söhne, Stephan Gans zu Putlitz, könnte das Vorbild zum Grafen Waldemar von Haldern in Fontanes Stine gewesen sein. Gustav Heinrich Gans Edler zu Putlitz wurde 1873 Generaldirektor des Hoftheaters in Karlsruhe. Auf derselben Etage wie die Familie Gans zu Putlitz lebte der Augenarzt und Sanitätsrat Dr. Waldau, der 1860 die Schauspielerin Lina Fuhr geheiratet hatte.
Ungefähr von 1896 bis 1913 lebten Elli und Paul Schwabach (ab 1907: von Schwabach) in dem Haus. Sonntagnachmittags empfingen sie dort Gäste zu salonartigen Geselligkeiten. Elisabeth Eleanor Schröder, eine Hamburger Kaufmannstochter, hatte Paul Schwabach, den späteren Seniorchef der Firma Bleichröder und britischen Generalkonsul, im Jahr 1896 vor dem Einzug in das Königsmarcksche Palais geheiratet.

## Literarische Bedeutung
In Fontanes Roman Stine wird die Mauerstraße mehrfach erwähnt. Die Einrichtung der Witwe Pauline Pittelkow, in deren Wohnzimmer das Unheil für die Hauptpersonen seinen Anfang nimmt, stammt von einem Trödler in der Mauerstraße, wo sie „an ein und demselben Vormittage gekauft“ und mittels Handwagen abtransportiert worden ist. Eine explizite Nennung des Königsmarckschen Palais’ findet sich an späterer Stelle, im zwölften Kapitel. Der junge Graf ist soeben auf dem Weg zu seinem Onkel, um bei diesem die Fürsprache im Familienkreis für seinen Plan, Stine Rehbein, die jüngere Schwester Pauline Pittelkows, zu ehelichen, zu erwirken. Er biegt vom Zietenplatz in die Mauerstraße ein und sieht, scheinbar ohne jedes Motiv, beim Passieren des Königsmarckschen Palais’ „zu der zweiten Etage, hinter deren kleinen Fenstern er mit einem vor Jahr und Tage dort wohnenden Freunde manche glückliche Stunde verplaudert“ hat, hinauf.
Beruft man sich auf einen der letzten Sätze des Romans – „Un nächsten Sonntag is Sedan […]“, so spielt die Handlung entweder im Jahr 1883 oder 1888. Im Sommer 1883 hatte Stephan zu Putlitz, der durch einen Reitunfall wie der Romanheld von Haldern gesundheitlich beeinträchtigt war, sich erschossen. Die Familie versuchte den Vorfall zu vertuschen und setzte eine Geschichte über ein unglücklich verlaufendes Duell in Umlauf. Auch Lita zu Putlitz, die Schwester Stephans, die sich in ihrer Autobiographie ausgiebig über das Leben im Königsmarckschen Palais ausließ, umging später das Thema. Fontane jedoch wusste um die wahren Hintergründe: „Das ‚Duell‘ ist erfunden, um andres, Fataleres, zu cachieren“, schrieb er am 29. Juli 1883 an seine Frau. Die Erwähnung des Hauses enthält also neben einem indirekten autobiographischen Hinweis auch eine Andeutung des künftigen Geschickes des jungen Grafen, der indes nur zu entschlüsseln ist, wenn man die Geschichte des Palais’ und seiner Bewohner kennt.
Fontane dürfte sich außerdem auch für das Haus interessiert haben, weil er ursprünglich vorhatte, in seinem Roman Vor dem Sturm Rahel Varnhagen von Ense auftreten zu lassen.